# NGC 7691
NGC 7691 је спирална галаксија у сазвежђу Пегаз која се налази на NGC листи објеката дубоког неба.
Деклинација објекта је + 15° 50' 56" а ректасцензија 23h 32m 24,6s. Привидна величина (магнитуда) објекта NGC 7691 износи 13,0 а фотографска магнитуда 13,8. NGC 7691 је још познат и под ознакама UGC 12654, MCG 3-60-1, CGCG 455-9, IRAS 23299+1534, PGC 71699.